# Viesīte
Viesīte (deutsch Eckengrafen) ist eine Kleinstadt im Südosten Lettlands, die 1928 Stadtrechte erhielt. Im Jahre 2022 zählte sie 1.485 Einwohner.

## Geschichte

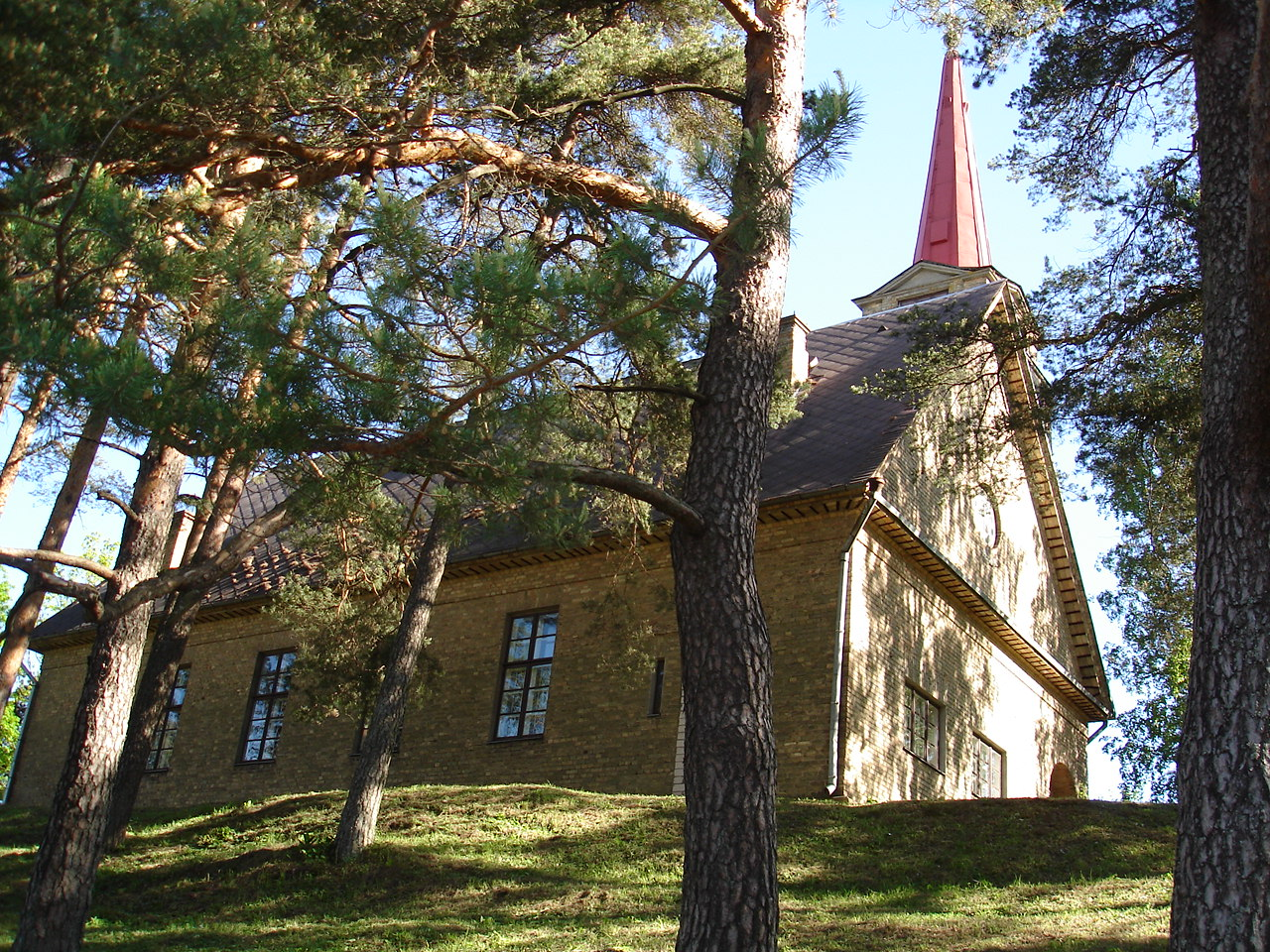
Kirche in Viesīte

Der Ort entwickelte sich im 19. Jahrhundert um das Gut Eckengrafen, wo sich die Straßen Jaunjelgava-Jēkabpils und Aknīste-Nereta kreuzen. Im Ersten Weltkrieg baute die Deutsche Armee eine Schmalspurbahn mit Viesīte als Knotenpunkt. Diese Kleinbahn wurde weiterbetrieben und noch heute ist eine Kleindampflok im Ortszentrum ausgestellt. Die evangelisch-lutherische Kirche Viesīte wurde von dem Architekten Pauls Kundziņš von 1937 bis 1939 erbaut.
2009 schlossen sich die Stadt und vier umliegende Gemeinden zu einem Verwaltungsbezirk zusammen, dem Bezirk Viesīte, der 2021 im neuen Bezirk Jēkabpils aufging.